# Palutrus
Palutrus es una especie de peces de la familia de los Gobiidae en el orden de los Perciformes.

## Especies
Se reconocen cuatro especies en este género:
- Palutrus meteori (Klausewitz & Zander, 1967)
- Palutrus pruinosa (D. S. Jordan & Seale, 1906)
- Palutrus reticularis J. L. B. Smith, 1959
- Palutrus scapulopunctatus (de Beaufort, 1912)